# Reidsville (Georgia)
Reidsville település az Amerikai Egyesült Államok Georgia államában, Tattnall megyében, melynek megyeszékhelye is. Lakosainak száma 2515 fő (2020. április 1.).

## Népesség
A település népességének változása:

| 2010 | 4 944 |
| 2020 | 2 515 |